# Flyggtjärnen (Älvsby socken, Norrbotten)
Flyggtjärnen är en sjö i Älvsbyns kommun i Norrbotten och ingår i Piteälvens huvudavrinningsområde. Sjön har en area på 0,0519 kvadratkilometer och ligger 215,6 meter över havet.

## Delavrinningsområde
Flyggtjärnen ingår i det delavrinningsområde (729420-172628) som SMHI kallar för Utloppet av Lillträsket. Medelhöjden är 147 meter över havet och ytan är 31,91 kvadratkilometer. Det finns inga avrinningsområden uppströms utan avrinningsområdet är högsta punkten. Korsträskbäcken som avvattnar avrinningsområdet har biflödesordning 2, vilket innebär att vattnet flödar genom totalt 2 vattendrag innan det når havet efter 61 kilometer. Avrinningsområdet består mestadels av skog (77 procent). Avrinningsområdet har 1,16 kvadratkilometer vattenytor vilket ger det en sjöprocent på 3,6 procent.